# Oxana Igorewna Koroljowa
Oxana Igorewna Koroljowa (russisch Оксана Игоревна Королёва, wiss. Transliteration Oksana Igorevna Korolëva; * 17. Juli 1984 in Astrachan, Sowjetunion) ist eine ehemalige russische Handballspielerin, die für die russische Nationalmannschaft auflief.

## Karriere

### Im Verein
Koroljowa begann das Handballspielen im Alter von zwölf Jahren in ihrer Geburtsstadt. Im Jahr 2000 schloss sich die Rückraumspielerin dem russischen Erstligisten GK Lada Toljatti an. Nachdem Koroljowa in der Saison 2001/02 an den Ligakonkurrenten AGU-Adyif ausgeliehen wurde, kehrte sie wieder nach Toljatti zurück. Mit Lada gewann sie 2003, 2004 und 2005 die russische Meisterschaft und stand im Jahr 2007 im Finale der EHF Champions League.
Koroljowa unterschrieb im Jahr 2007 einen Vertrag beim russischen Erstligisten Swesda Swenigorod. Mit Swesda gewann sie 2008 sowohl die EHF Champions League als auch die EHF Champions Trophy. Weiterhin errang sie in den Jahren 2009, 2010, 2011 und 2014 den russischen Pokal. Im Sommer 2016 wechselte sie zum Erstligisten GK Kuban Krasnodar. Dort musste sie im Oktober 2017 aufgrund von Knieproblemen ihre Karriere beenden. Für Kuban erzielte sie 68 Treffer in 41 Spielen.

### In der Nationalmannschaft
Koroljowa gehörte dem Kader der russischen Jugend- und Juniorinnenauswahl an. Mit diesen Auswahlmannschaften gewann sie bei der U-17-Europameisterschaft 2001, bei der U-19-Europameisterschaft 2002 sowie bei der U-20-Weltmeisterschaft 2003 jeweils die Goldmedaille. Ab dem Jahr 2004 lief sie für die russische A-Nationalmannschaft auf. Mit der russischen Auswahl gewann sie bei der Europameisterschaft 2008 die Bronzemedaille und bei der Weltmeisterschaft 2009 die Goldmedaille.